# Árabe antigo
O árabe antigo é o nome de uma coleção agora extinta de dialetos classificados na família das línguas semíticas centrais. Ainda há discordâncias entre os historiadores linguísticos acerca do período de origem do árabe antigo, assim como o uso do termo "árabe antigo", devido à suscetibilidade dos leigos a acreditar incorretamente nele para se referir a uma forma primitiva do árabe. Originalmente escrito em uma variedade de línguas (safaítico, hismaico, dadanítico, grego), o árabe antigo passou a ser expresso principalmente em uma língua nabateia modificada após o fim do Reino Nabateu.

## Classificação
O árabe antigo e seus descendentes são classificados como línguas semíticas centrais, que é um grupo de línguas intermediárias contendo as línguas semíticas do noroeste mais antigas (por exemplo, aramaico e hebraico), as línguas dadaníticas, inscrições taymaníticas, as línguas mal compreendidas rotuladas como tamúdicas e as antigas línguas do Iêmen escritas na antiga língua da Arábia do Sul. O árabe antigo, no entanto, se distingue de todos eles pelas seguintes inovações:
1. partículas negativas m */mā/; lʾn */lā-ʾan/ > CAr lan
2. particípio passivo G- mafʿūl
3. preposições e advérbios f, ʿn, ʿnd, ḥt, ʿkdy
4. um subjuntivo em -a
5. demonstrativos t-
6. nivelamento do alomorfo -at da terminação feminina
7. o uso de f- para introduzir cláusulas modais
8. pronome de objeto independente em (ʾ)y
9. vestígios de nunação

## Dialetos, sotaques e variedades
Havia vários dialetos do árabe antigo:
- Árabe nabateu — caracterizado por "vavação" em triptotes singulares não ligados: gurḥu, al-mawtu, al-ḥigru
- Safaítico — caracterizado pelo pronome e sufixo feminino /-ah/ e pela perda das vogais curtas altas no final da palavra /u/ e /i/ após a perda da nunação
- Árabe antigo hijazi — caracterizado pelo demonstrativo ḏālika e o subjuntivo ʾan yafʿala

## História

### Início do primeiro milênio a.C.
O mais antigo atestado conhecido da Antiga Arábia do Norte (um idioma distinto do árabe, do qual acredita-se que o árabe tenha surgido) é uma prece aos três deuses dos reinos cananeus da Transjordânia, Ámon, Moabe e Edom em uma escrita antiga da Arábia do Norte, datado do início do primeiro milênio d.C.:
| Transliteração                                                                    | Transcrição                                                           | Tradução                                                               |
| --------------------------------------------------------------------------------- | --------------------------------------------------------------------- | ---------------------------------------------------------------------- |
| (1) h mlkm w kms1 w qws1 b km ʿwḏn (2) h ʾs1ḥy m mḏwbt (mdws1t) (3) Texto cananeu | (1) haː malkamu wa kamaːsu wa kʼawsu bi kumu ʕawuðnaː (2) ... (3) ... | (1) "Ó Moloque, Quemós e Cos, em vós buscamos refúgio" (2) ... (3) ... |

Uma característica do árabe nabateu e do hijazi antigo (a partir do qual o árabe clássico se desenvolveu muito mais tarde) é o artigo definido al-. O primeiro atestado literário inequívoco desse recurso ocorre no século V a.C., no epíteto de uma deusa que Heródoto (Histórias I: 131, III, 8) cita em sua forma árabe pré-clássico como Alilat (Ἀλιλάτ, i. e.,ʼal-ʼilāt) , que significa "a deusa". Uma das primeiras evidências de inscrição para esta forma do artigo é fornecida por uma inscrição do século I a.C. em Qaryat al-Faw (anteriormente Qaryat Dhat Kahil, perto de Sulayyil, Arábia Saudita).
As primeiras inscrições safaíticas datáveis remontam ao século III d.C., mas a grande maioria dos textos não são prováveis e podem retroceder muito no tempo.

### Século IV a.C.

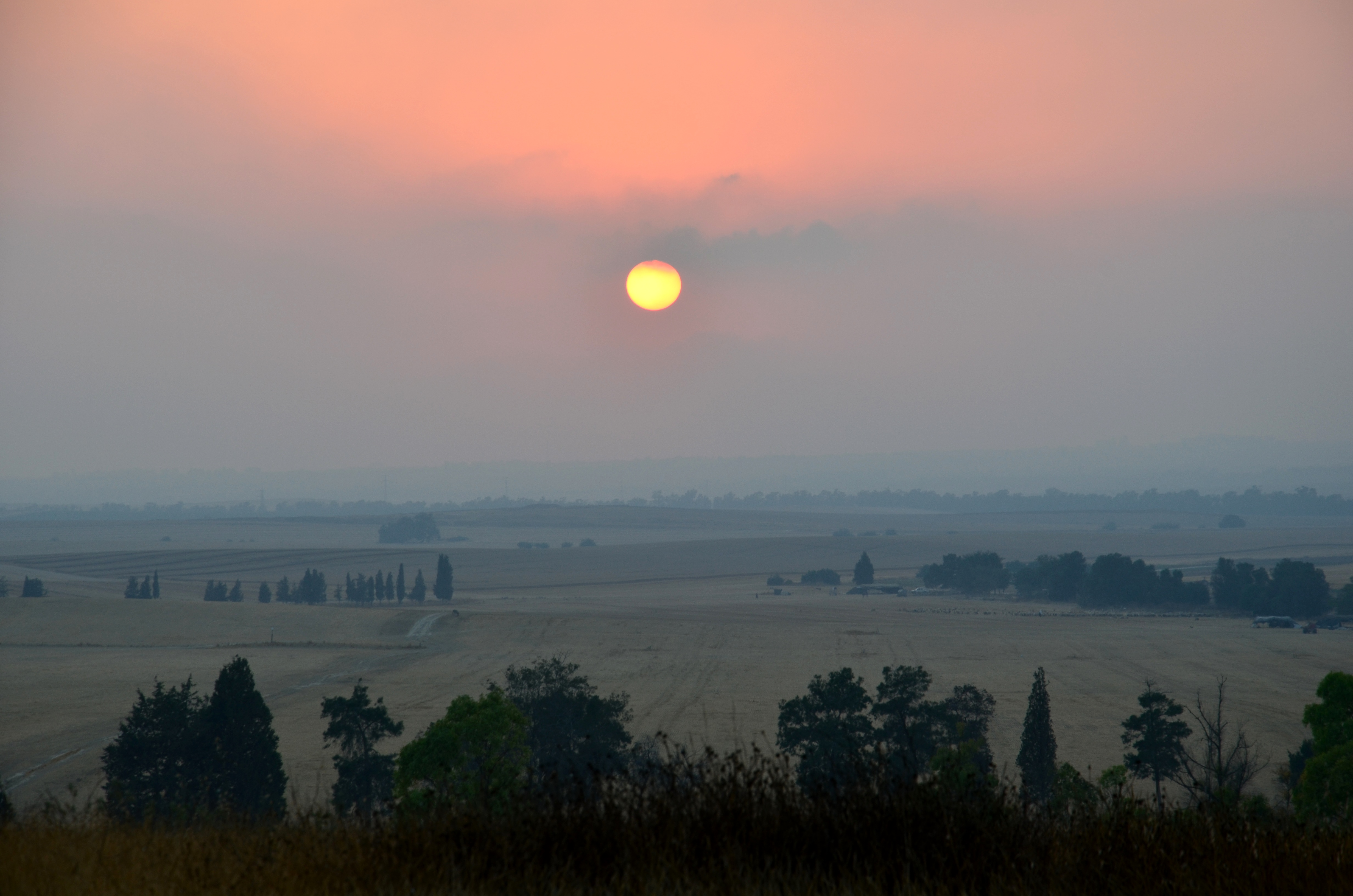
Negev do Norte

Óstracos arameus datados de 362-301 a.C. atestam a presença de pessoas de origem edomita no sul da Sefelá e no vale de Bersebá antes do período helenístico. Eles contêm nomes pessoais que podem ser definidos como 'árabes' com base em suas características linguísticas:
1. whb, qws-whb (oposto ao semítico do noroeste yhb), ytʿ em oposição ao aramaico ysʿ e o hebraico yšʿ
2. diminutivos quṭaylu: šʿydw, ʿbydw, nhyrw, zbydw
3. nomes pessoais terminados em -w (vavação): ʿzyzw, ʿbdw, nmrw, mlkw, ḥlfw, zydw
4. nomes pessoais terminados em feminino -t (em oposição a aramaico e hebraico -h): yʿft, ḥlft
5. nomes pessoais terminados em -n [-aːn]: ʿdrn, mṭrn, ḥlfn, zydn

### Século II a.C. — século I d.C.

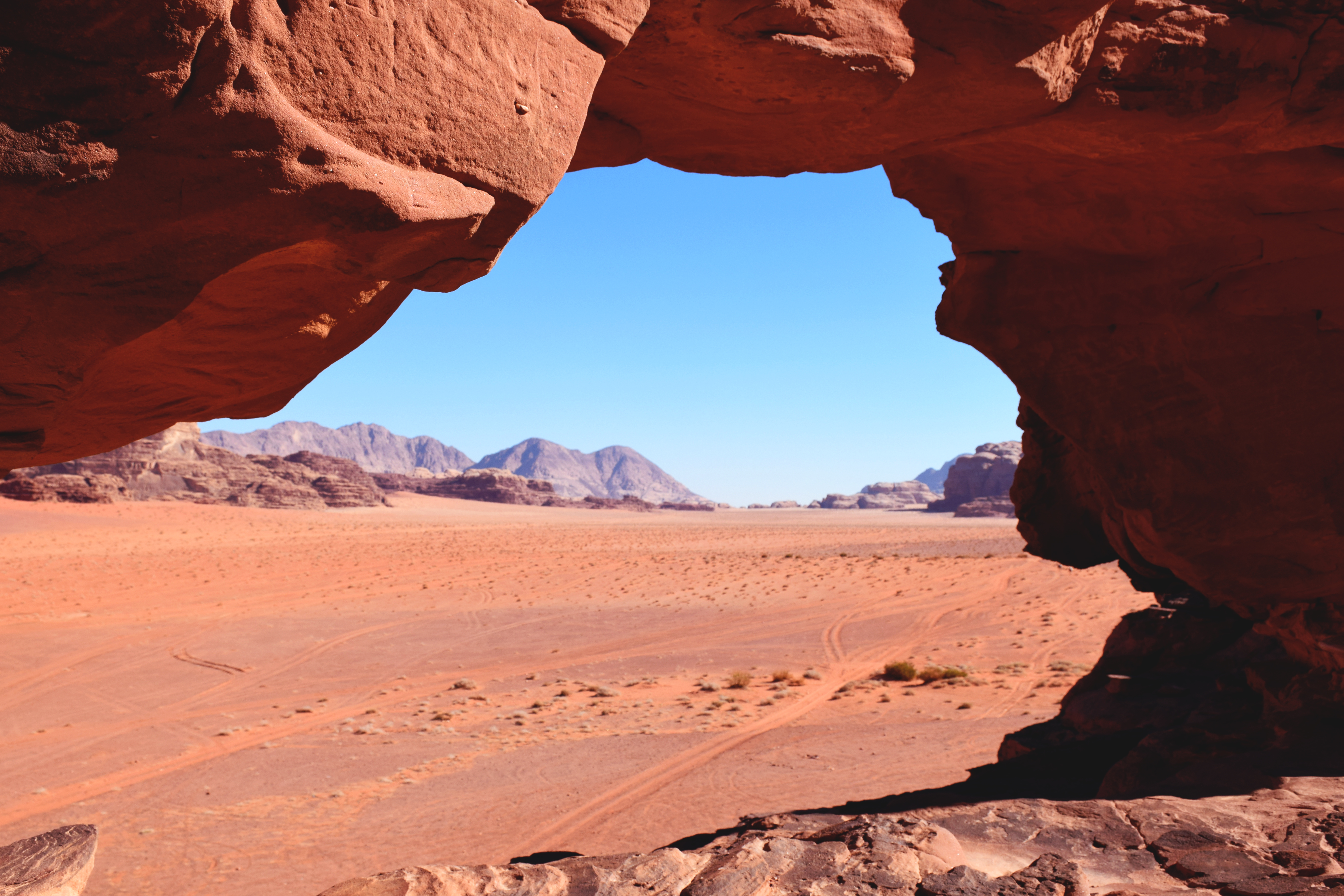
Uádi de Rum

Inscrições hismaicas, contemporâneas do Reino Nabateu, atestam uma variedade do árabe antigo que pode ter se fundido [ð] com [d]. Além disso, há 52 inscrições hismaicas que atestam a fórmula ḏkrt lt [ðakarat allaːtu] "Que Alilat esteja atento a", prenunciando fórmulas semelhantes que são atestadas em contextos cristãos do norte da Síria ao norte da Arábia durante os séculos VI e possivelmente VII d.C.. Uma dessas inscrições, encontrada perto do Uádi de Rum, é fornecida abaixo:
| Transliteração                                                 | Transcrição                                                                                            | Tradução |
| -------------------------------------------------------------- | --- | --- |
| l ʼbs¹lm bn qymy d ʼl gs²m w dkrt-n lt w dkrt ltws²yʽ-n kll-hm | liʔabsalaːma bni qajːimjaː diː ʔaːli gaɬmi wadakaratnaː lːaːtu wadakarat alːaːtu waɬjaːʕanaː kulilahum | Por ʼbs¹lm filho de Qymy, da linhagem de Gs²m. E que Lt esteja atento a nós e que Lt esteja atento a todos os nossos companheiros. |

### Século II d.C.

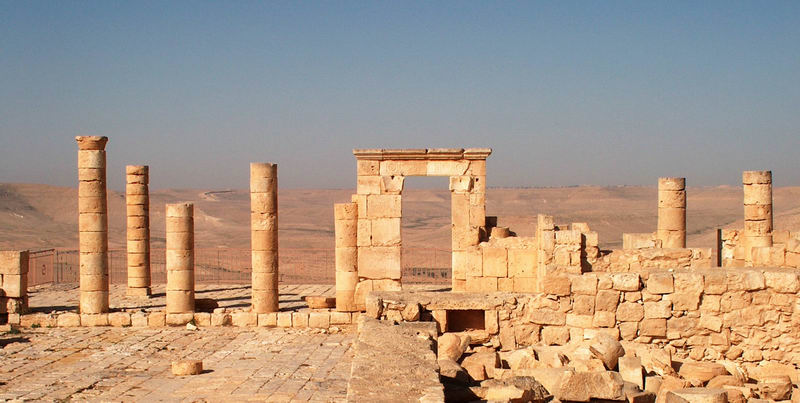
Templo de Obodas

Após a Revolta de Bar Kokhba de 135 d.C., fontes literárias informam que a Judeia e o Neguev foram repovoados por pagãos. A mudança na toponímia para uma pronúncia árabe, que só é aparente na transcrição grega, sugere que muitos desses pagãos foram retirados da Arábia Petreia. Isso parece ser reconhecido pelo autor do mapa de Madaba em sua entrada em Bersebá: 'Bērsabee que agora é Bērossaba'. Topônimos compostos com uma vogal o entre seus dois componentes (cf. Abdomankō) são uma reminiscência de uma pronúncia árabe e provavelmente têm sua origem em calques árabes de nomes de lugares cananeus anteriores.
A inscrição do En Obodate data de no máximo 150 d.C. e contém uma oração ao deificado rei nabateu Obodas I: